# Michel Hammer
Michel Hammer (* 1939) ist ein Historiker.
Hammer promovierte 1972 an der Universität Genf mit einer Arbeit über das Dreikaiserabkommen. Er war ab 1982 Lehrbeauftragter und schließlich Professor für Internationale Beziehungen am Genfer Hochschulinstitut für internationale Studien (IUHEI). Hammer war Gastprofessor an der Peking-Universität und an der Chinesischen Akademie der Sozialwissenschaften. Er befasst sich mit dem zeitgenössischen China und Russland sowie mit wissenschaftstheoretischen Fragen.

## Schriften (Auswahl)
- L’entente des trois empereurs, recherches sur les méthodes et l’orientation de la politique extérieure russe entre 1879 et 1881. Lang, Bern 1973, ISBN 3-261-00750-8 (Europäische Hochschulschriften. Reihe 3: Geschichte und ihre Hilfswissenschaften. Band 17).
- Questions de méthode et regards sur la Russie pré-révolutionnaire. IUHEI, Genf 1993.
- Au coeur de la politique chinoise: Les débuts de l’ère Deng Xiaoping. IUHEI, Genf 1998.
- Deux moments décisifs de l’histoire de la Chine contemporaine: Le traité sino-soviétique de 1950 et le «Printemps de Pékin». IUHEI, Genf 2000.
- Regards inédits sur le monde politique chinois. IUHEI, Genf 2003 (PDF).
- Politique – médecine – dérive de la psychiatrie en République de Chine. IUHEI, Genf 2005 (PDF).